# Simon Tibbling
Simon Tibbling (Stockholm, 7 september 1994) is een Zweeds voetballer die bij voorkeur als defensieve middenvelder speelt. Hij tekende in juli 2017 een contract tot medio 2022 bij Brøndby IF, dat hem overnam van FC Groningen. Sinds 27 juli 2020 is hij speler van FC Emmen, waar hij een contract tekende tot 2022.

## Clubcarrière

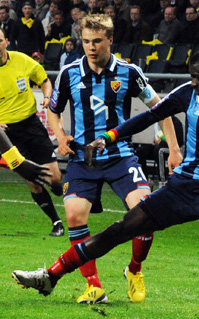
Simon in actie voor Djurgårdens IF

### Jeugd
Tibbling begon op zijn vijfde te voetballen bij de plaatselijke amateurclub Grödinge SK, voordat hij zes jaar lang in de jeugdopleiding van IF Brommapojkarna uit Stockholm speelde. Gedurende zijn jaren hier trok hij de aandacht van diverse grote clubs van over de hele wereld. Hij liep stages bij Manchester United, FC Bayern München en AFC Ajax. In de zomer van 2010 onderhandelde AFC Ajax met IF Brommapojkarna, maar Tibbling wilde in Zweden blijven voetballen.
Voor het seizoen van 2011 verruilde hij echter wel van club, hij verliet IF Brommapojkarna voor een grotere club in Stockholm, te weten Djurgårdens IF.

### Djurgårdens IF
Simon Tibbling maakte op 29 april 2012 zijn seniorendebuut voor Djurgårdens IF in een wedstrijd tegen Kalmar FF in de Allsvenskan, hij viel in in de 91ste minuut. Op 3 juli 2012 stond Tibbling voor het eerst in de basis, in een wedstrijd tegen IFK Göteborg. Vier dagen na zijn achttiende verjaardag tekende Tibbling zijn eerste profcontract.

### FC Groningen
Eind 2014 werd bekend dat Tibbling alsnog de overstap maakt naar de Eredivisie. Op 28 november 2014 maakte FC Groningen bekend dat Tibbling getekend heeft voor de Noorderlingen.
Hij maakte zijn debuut voor FC Groningen op 16 januari 2015 tegen Ajax. Zijn eerste doelpunt scoorde Tibbling op 12 april 2015 tegen SC Cambuur. Met FC Groningen won hij de KNVB Beker in zijn eerste seizoen.

## Erelijst
Met  FC Groningen
| Nationaal          |    |         |
| Winnaar KNVB beker | 1x | 2014/15 |

Met  Zweden -21
| Nationaal      |    |      |
| Winnaar EK -21 | 1x | 2015 |

## Interlandcarrière
Tibbling kwam uit voor diverse Zweedse jeugdelftallen. Hij speelde onder meer zestien interlands voor Zweden -17 en dertien voor Zweden -19. Tibbling won in 2015 het EK onder 21 van 2015 met zijn landgenoten. Als kampioen plaatste Zweden zich voor de Olympische Spelen in Rio de Janeiro. Tibbling maakte deel uit van de selectie. In Brazilië werd de ploeg onder leiding van bondscoach Håkan Ericson uitgeschakeld in de groepsfase, na een gelijkspel tegen Colombia (2-2) en nederlagen tegen Nigeria (1-0) en Japan (1-0).